# Матей Костов
Матей (Мате) Костов Лязев е български революционер, деец на Вътрешната македоно-одринска революционна организация.

## Биография
Матей Костов е роден в 1885 година в градчето Крушево, тогава в Османската империя, днес в Северна Македония. Присъединява се към ВМОРО. Взима участие в Илинденско-Преображенското въстание през лятото на 1903 година с отряда на Иван Наумов – Алябака и участва в щурма на османските казарми в Крушево.
При избухването на Балканската война в 1912 година Матей Костов е доброволец в Македоно-одринското опълчение на Българската армия и служи в четата на Методи Стойчев, а през Междусъюзническата война в Сборната партизанска рота на МОО.
По-късно Костов емигрира в Свободна България и се установява в Горна Джумая.